# Vélia
A Vélia a latin Velinia női névből ered, jelentése: Velini városból származó nő.

## Gyakorisága
Az 1990-es években szórványos név, a 2000-es években nem szerepel a 100 leggyakoribb női név között.

## Névnapok
ajánlott névnap
- április 28.[2]